# Žmurki
Žmurki (Жмурки) è un film del 2005 diretto da Aleksej Oktjabrinovič Balabanov.

## Trama
Il film è ambientato a Nižnij Novgorod. Due piccoli banditi Sergej e Sajmon lavorano per Sergej Mikhailovič. Non hanno affrontato il nuovo compito, il che ha fatto arrabbiare Sergej Mikhailovič e ha dato loro un nuovo compito, che anche loro non hanno affrontato.